# Antarctodomus okutanii
Antarctodomus okutanii is een soort in de klasse van de Gastropoda (Slakken).
Het dier komt uit het geslacht Antarctodomus en behoort tot de familie Buccinidae. Antarctodomus okutanii werd in 1996 beschreven door Numanami.